# Voltxovka
Voltxovka (en rus: Волчёвка) és un poble (un possiólok) de l'óblast de Sverdlovsk, a Rússia, segons el cens del 2010 tenia 3 habitants.